# 神宮寺塚古墳
神宮寺塚古墳（じんぐうじづかこふん）は、栃木県真岡市根本にある古墳。形状は円墳。森ノ木古墳群を構成する古墳の1つ。真岡市指定史跡に指定されている。

## 概要
栃木県南東部、小貝川西岸の低河岸段丘上（標高約65メートル）に築造された古墳である。段丘上では多くの古墳が分布（森ノ木古墳群）したが、ほぼ完全な形で残るのは本古墳のみになる。1982年（昭和57年）に発掘調査が実施されている。
現在の墳丘は東西24.4メートル・高さ4.2メートルを測るが、元は直径30メートル程度の円形と推定される。埋葬施設は無袖式の横穴式石室で、南西方向に開口する。羨道部は失われているが、玄室はやや胴張りの平面形を呈する。石室内からは須恵器大甕片と多量の塼が出土しており、いずれも追葬時に床面を形成する際に使用されたと見られる。副葬品は詳らかでない。築造時期は古墳時代後期の6世紀後半頃と推定され、7世紀前半頃までの追葬が推定される。
古墳域は1992年（平成4年）に真岡市指定史跡に指定されている。

## 遺跡歴
- 1982年（昭和57年）、真岡市史編纂に伴う発掘調査[3]。
- 1992年（平成4年）3月13日、真岡市指定史跡に指定[2]。

## 埋葬施設
埋葬施設としては無袖式横穴式石室が構築されており、南西方向に開口する。床面に埋め込まれた大型割石の框石で玄室・羨道を区分するが、羨道部は破壊され失われている。また玄門付近の側壁・天井石の構築は乱雑であるため、後世に積み替えられたと見られる。
玄室は、やや胴張りの平面形で、長さ6.31メートル・最大幅2.25メートル・奥壁幅1.8メートルを測る。奥壁は一枚石で、側壁は割石の乱石積みである。側壁は根石に大きめの割石を置き、その上に扁平な割石を持ち送って積むとともに、空隙に小割石を詰めて白色粘土で目張りをする。
発掘調査によれば、少なくとも3回の埋葬が行われたと見られる。当初は直径15センチメートル程度の扁平玉石敷の床面であり、その後に礫・須恵器大甕片の土で整地して1回目の追葬を行う。さらにその後に玄門付近の1回目の面と追葬面を取り除いて塼を敷き、2回目の追葬を行ったと推測される。石室内からは須恵器大甕片と多量の塼が出土しているが、特に塼には須恵器や埴輪の製作技法が認められ、南1.6キロメートルに所在する南高岡窯跡群の須恵器工人との関わりが示唆される。

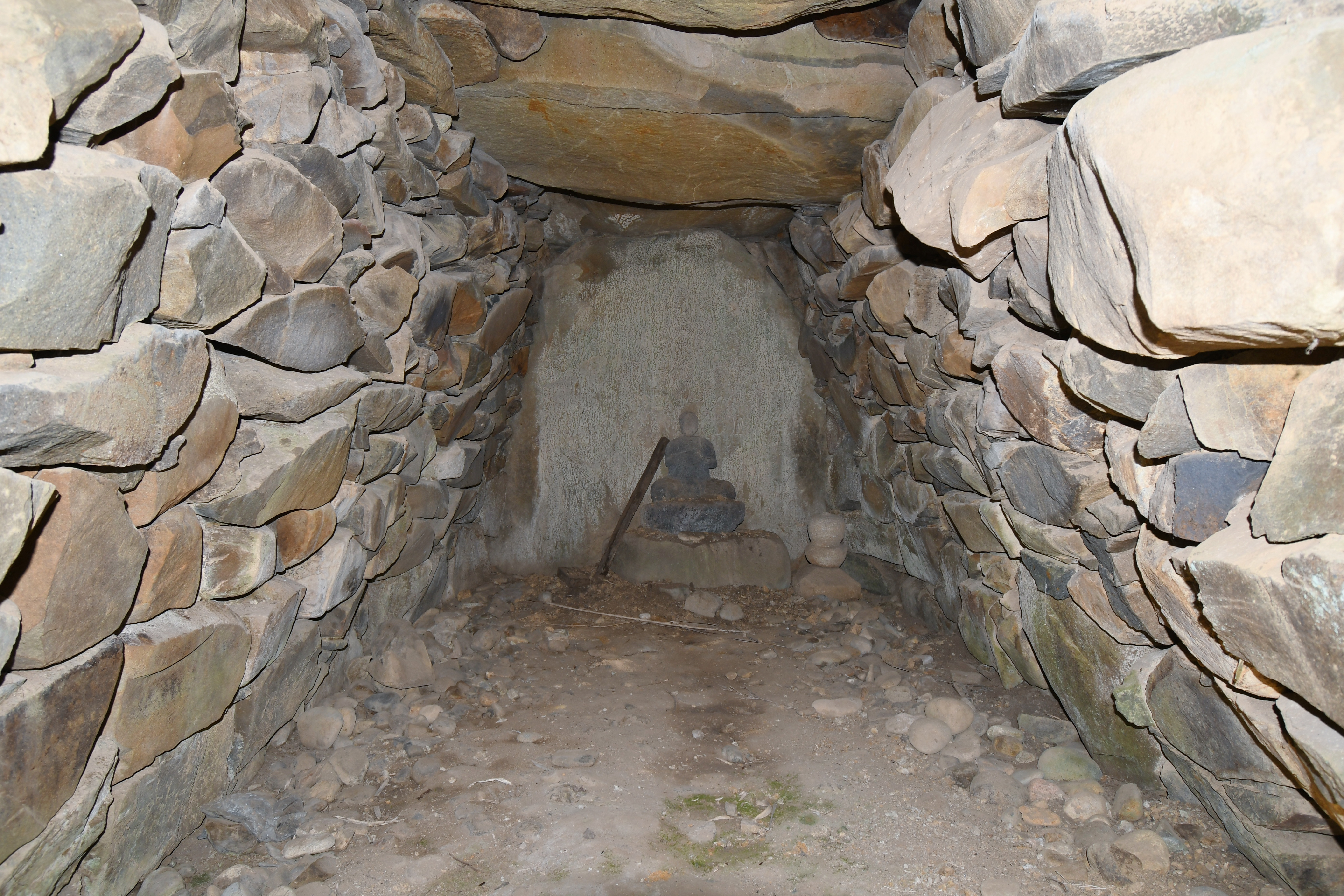
玄室（奥壁方向）
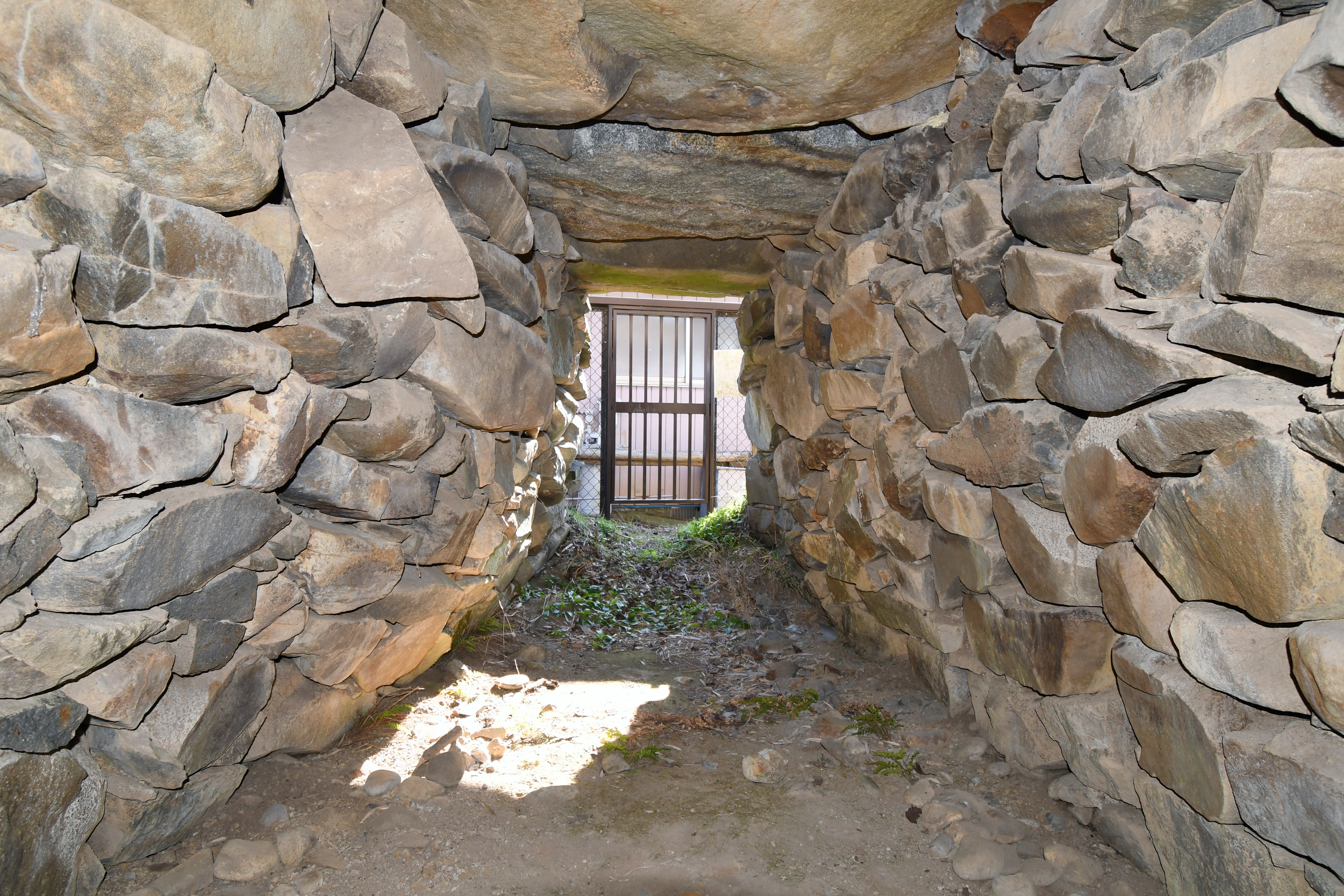
玄室（開口部方向）
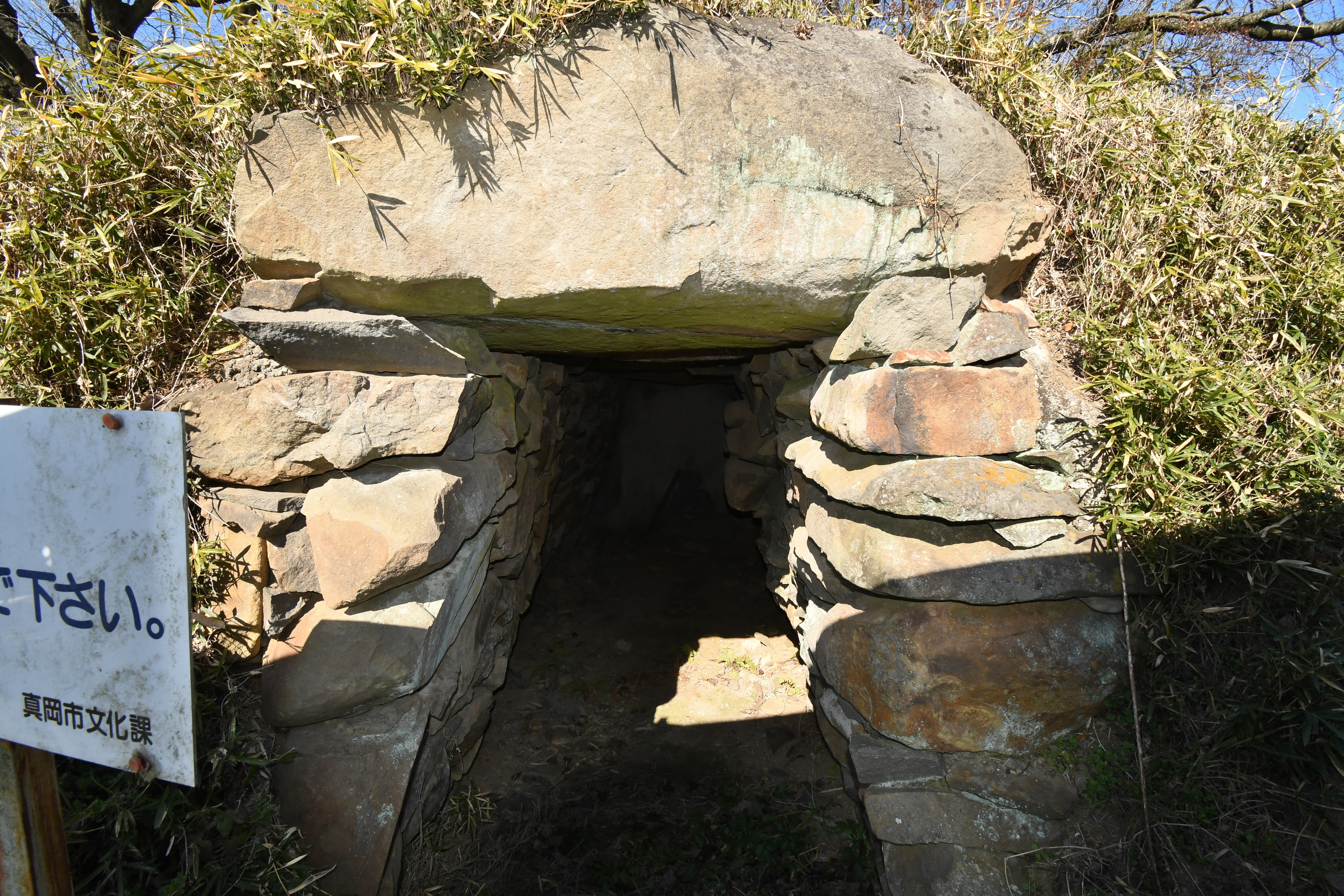
開口部
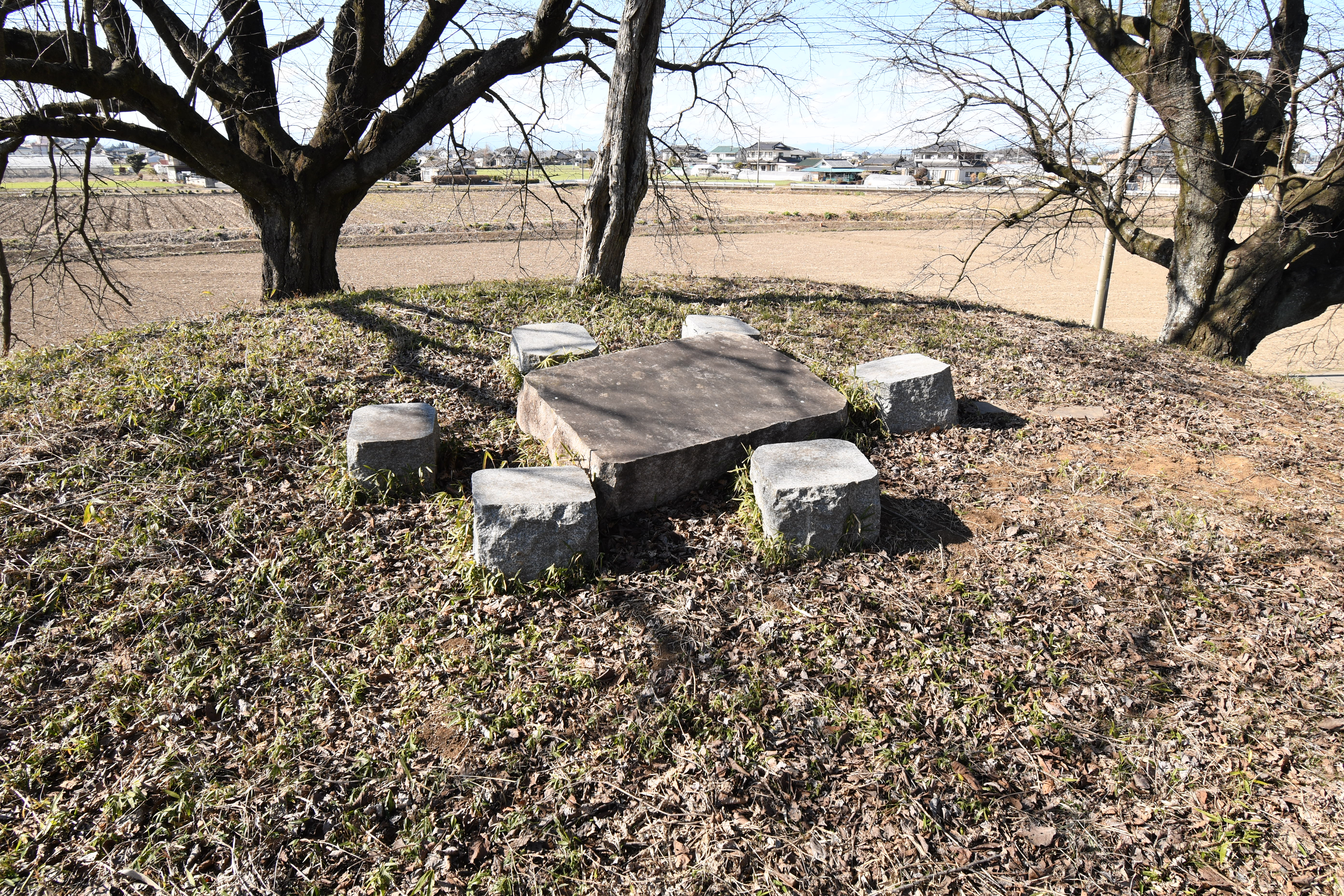
墳頂

## 文化財

### 真岡市指定文化財
- 史跡
  - 神宮寺塚古墳 - 1992年（平成4年）3月13日指定[2]。

## 関連文献
（記事執筆に使用していない関連文献）
- 小森哲也・梁木誠「真岡市根本神宮寺塚古墳出土の「塼」をめぐって -地方における須恵器生産関始期の一様相-」『古代』第89号、早稲田大学考古学会、1990年3月、227-252頁。